# 绒毛鸡屎藤
绒毛鸡矢藤（学名：Paederia lanuginosa）为茜草科鸡矢藤属下的一个种。

## 扩展阅读
- 維基物種上的相關：绒毛鸡矢藤